# Прапор Скаківки
Прапор Скаківки затверджений рішенням Скаківської сільської ради.

## Опис прапора
На синьому квадратному полотнищі обабіч угорі білі восьмипроменеві зірки. Із нижніх кутів до 2/3 висоти прапора йде зелений клин, на якому п'ять жовтих дубових листків навхрест угорі та три жовтих жолуді унизу один біля одного.